# Worms (computerspelserie)
Worms is een serie turn-based computerspellen, ontwikkeld door Team 17 Software. In de spellen bestuurt de speler een groep wormen op een vernietigbaar landschap, vechtend tegen andere teams bestuurd door andere spelers of de computer. De spellen hebben een groot arsenaal aan humoristische wapens en animaties.

## Spellen

### Eerste generatie
- Worms (1995)
- Worms Reinforcements (1995)
- Worms & Reinforcements United (1996)
- Worms: The Director's Cut (1997)

### Tweede generatie
- Worms 2 (1997)
- Worms Armageddon (1999)
- Worms World Party (2000)

### Derde generatie
- Worms: Open Warfare (2006)
- Worms: Open Warfare 2 (2007)
- Worms (Xbox 360, PS3)
- Worms: Space Oddity (2008)
- Worms 2: Armageddon (Xbox 360, PS3)

### Vierde generatie
- Worms Battlegrounds (2014) (Xbox One en PS4)

### 3D-spellen
- Worms 3D (2003)
- Worms Forts: Under Siege (2004)
- Worms 4: Mayhem (2005)
- Worms Revolution (2012)
- Worms Clan Wars (2013)
- Worms Battle Islands (2010)

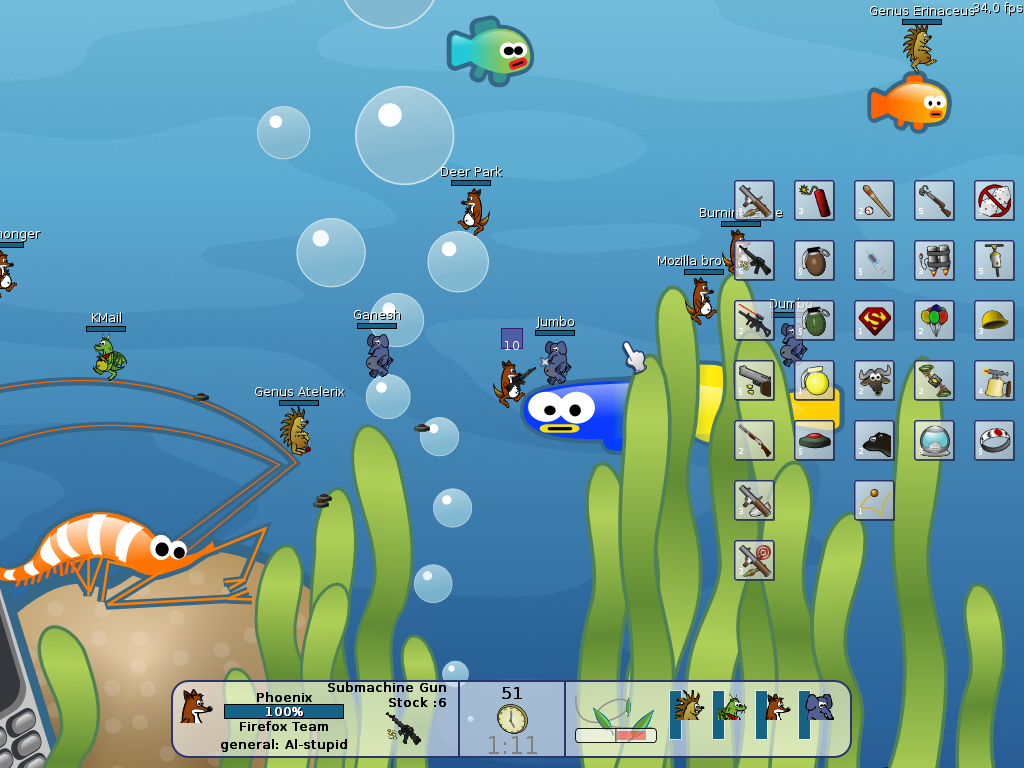
Wormux.

Naast deze spellen zijn er ook een aantal spin-off's gemaakt, waaronder Worms Pinball (1999) en Worms Blast (2002).
Ook zijn er diverse spellen geïnspireerd op Worms, waaronder Liero, Wurmz!, Gusanos en Wormux die zich real-time afspelen.

## Remake 2D spellen
- Worms Revolution (2010)